# Melchor Almagro San Martín
Melchor Almagro Sant Martín (Granada, Espanya, 12 d'abril de 1882 - Madrid, 12 d'abril de 1947) fou un escriptor, diplomàtic i polític espanyol.
Va néixer a la ciutat de Granada (on un carrer cèntric porta el nom del seu pare), va iniciar la carrera de dret a la Universitat de Granada però se'n va anar a Madrid per continuar els estudis universitaris. Allí es va fer amic d'Ortega y Gasset. Posteriorment va viatjar cap a França i Heidelberg (Alemanya) per completar els estudis.
La seva primera obra, Sombras de vida, un recull de contes amb pròleg de Valle-Inclán, apareguda a Madrid el 1903, ha estat definida per Pere Gimferrer com a «llibre entre els més bells i personals de la prosa modernista hispana». També Luis Antonio de Villena ha escrit sobre el modernisme brillant que aquest llibre semblava augurar. Aviat comença la seva carrera política (va ser diputat i senador) i diplomàtica, quan va esdevenir representant a destinacions com París, Viena, Bucarest o Bogotà. Durant part de la Guerra civil espanyola, es troba en l'exili a Buenos Aires.
Després de tornar a Madrid als anys quaranta, destaca la seva faceta de periodista i escriptor. Col·labora amb periòdics com ABC, La Esfera o El Imparcial alhora que dedica una sèrie de llibres a la història recent del país, des del fin de siècle, enfocada en els regnats de la dinastia borbònica.
El seu estil destaca per una brillant expressivitat i pels dots d'observació de l'autor, que retrata a la perfecció la societat espanyola del moment. Home de la seva època, al seu treball com a escriptor (més conreat en les acaballes de la seva vida) deixaria constància de la seva forma de ser bohèmia, freqüentant les tertúlies, salons i cercles socials de la capital d'Espanya. Apareix com a personatge a la novel·la de Luis Antonio de Villena, Majestad caída (Aliança, Madrid. 2012)

## Obres seleccionades
- Sombras de vida (1903)
- El verano de los membrillos (1925) -novel·la curta-
- Biografía del 1900 (1943). Reed.: Biografia del 1900, ed. d'Amelina Correa Ramón, Col. Biblioteca de Grananda, Granada, Universidad de Granada, 2013.
- La Guerra Civil española (1940).
- Bajo los tres últimos Borbones. Retratos, cuadros, intimidades (1945).
- Crónica de Alfonso XIII y su linaje (1946), amb pròleg de Gregorio Marañón.
- Teatro del mundo. Recuerdos de mi vida (1947).
- La pequeña historia. Cincuenta años de vida española (1880-1930) (1954).